# Guatteria monticola
Guatteria monticola är en kirimojaväxtart som beskrevs av Robert Elias Fries. Guatteria monticola ingår i släktet Guatteria och familjen kirimojaväxter. Inga underarter finns listade i Catalogue of Life.